# Luca Caldirola
Luca Caldirola (ur. 1 lutego 1991 w Desio) – włoski piłkarz występujący na pozycji obrońcy we włoskim klubie AC Monza. Wychowanek Interu Mediolan, w swojej karierze grał także w takich zespołach jak Vitesse, Brescia, Cesena oraz SV Darmstadt 98.

## Statystyki kariery
(aktualne na dzień 25 grudnia 2017)
| Klub                | Sezon              | Liga               | Liga  | Liga   | Puchar kraju | Puchar kraju | Europa | Europa | Suma  | Suma   |
| Klub                | Sezon              | Liga               | Mecze | Bramki | Mecze        | Bramki       | Mecze  | Bramki | Mecze | Bramki |
| ------------------- | ------------------ | ------------------ | ----- | ------ | ------------ | ------------ | ------ | ------ | ----- | ------ |
| Inter Mediolan      | 2010/11            | Serie A            | 0     | 0      | 0            | 0            | 0      | 0      | 0     | 0      |
| Vitesse (wyp.)      | 2010/11            | Eredivisie         | 11    | 0      | 0            | 0            | –      | –      | 11    | 0      |
| Inter Mediolan      | 2011/12            | Serie A            | 0     | 0      | 0            | 0            | 1      | 0      | 1     | 0      |
| Brescia (wyp.)      | 2011/12            | Serie B            | 19    | 0      | 0            | 0            | –      | –      | 19    | 0      |
| Cesena              | 2012/13            | Serie B            | 18    | 0      | 1            | 0            | –      | –      | 19    | 0      |
| Brescia (wyp.)      | 2012/13            | Serie B            | 19    | 0      | 0            | 0            | –      | –      | 19    | 0      |
| Inter Mediolan      | 2013/14            | Serie A            | 0     | 0      | 0            | 0            | –      | –      | 0     | 0      |
| Werder Brema        | 2013/14            | Bundesliga         | 33    | 0      | 1            | 0            | –      | –      | 34    | 0      |
| Werder Brema        | 2014/15            | Bundesliga         | 7     | 1      | 1            | 0            | –      | –      | 8     | 1      |
| Darmstadt 98 (wyp.) | 2015/16            | Bundesliga         | 34    | 0      | 2            | 0            | –      | –      | 36    | 0      |
| Werder Brema        | 2016/17            | Bundesliga         | 5     | 0      | 0            | 0            | –      | –      | 5     | 0      |
| Werder Brema        | 2017/18            | Bundesliga         | 1     | 0      | 0            | 0            | –      | –      | 1     | 0      |
| Ogólnie w karierze  | Ogólnie w karierze | Ogólnie w karierze | 147   | 1      | 5            | 0            | 1      | 0      | 153   | 1      |